# Journal of Econometrics
El Journal of Econometrics es una revista académica en econometría. Fue publicado por primera vez en 1973. Sus editores actuales son A. Ronald Gallant, John Geweke, Cheng Hsiao y Peter M. Robinson . 
La revista publica trabajos relacionados con la estimación y otros aspectos metodológicos de la aplicación de la inferencia estadística a datos económicos, así como artículos que tratan sobre la aplicación de técnicas econométricas a la economía. 
La revista también publica un suplemento al Journal of Econometrics que se llama Annals of Econometrics. Cada número de los Anales incluye una colección de artículos sobre un solo tema seleccionado por el editor del tema. 